# Куяльницька сільська територіальна громада
Куяльницька сільська територіальна громада — територіальна громада в Україні, у Подільському районі Одеської області, утворена 24 липня 2017 року в рамках адміністративно-територіальної реформи 2015–2020 років. Населення громади складає 21 980 осіб, адміністративний центр — село Куяльник. Перші вибори відбулися 29 жовтня 2017 року.

## Склад громади
Громада утворилася в результаті об'єднання усіх сільських рад Подільського району. Таким чином на початку створення до громади входило 59 сіл. Пізніше, відповідно до постанови Верховної Ради України «Про утворення та ліквідацію районів» від 17 липня 2020 року № 807-IX., села Казбеки, Липецьке і Олександрівка були віднесені до Подільської міської громади. Таким чином, до складу громади входить 56 сіл:
- Андріївка
- Борщі
- Бочманівка
- Велика Кіндратівка
- Велике Бурилове
- Великий Фонтан
- Вестерничани
- Вишневе
- Гертопи
- Гидерим
- Глибочок
- Гонората
- Гор'ївка
- Грекове Друге
- Грекове Перше
- Дібрівка
- Домниця
- Єфросинівка
- Затишшя
- Зелений Кут
- Качурівка
- Кирилівка
- Климентове
- Коси
- Коси-Слобідка
- Куяльник
- Любомирка
- Мала Кіндратівка
- Мала Олександрівка
- Мала Петрівка
- Малий Куяльник
- Малий Фонтан
- Мардарівка
- Миколаївка
- Миколаївка Перша
- Мурована
- Нестоїта
- Нова Кульна
- Новий Мир
- Новоселівка
- Оброчне
- Олексіївка
- Падрецеве
- Перешори
- Петрівка
- Поплавка
- Розалівка
- Романівка
- Соболівка
- Ставки
- Станіславка
- Стара Кульна
- Степанівка
- Топик
- Федорівка
- Ясинове

Крім сіл до складу громади входять два селища: Борщі і Чубівка.

## Географія
Територію громади перетинають річки Тилігул, Ягорлик, Сухий Ягорлик, Тростянець. На території громади розташовано 47 ставків (загальна площа земель водного фонду — 601 га, в тому числі 14 га — річки, струмки, 587 га — ставки).
Територія громади — за своїм географічним місцезнаходженням характеризується помірно-континентальним кліматом. Тепловий режим сприяє для вирощування озимої пшениці, цукрового буряка, кукурудзи, соняшнику та інших районованих сільськогосподарських культур. Територія громади відноситься до добре зволожуваного водного режиму. Максимум опадів припадає на вегетаційний період. Є запаси глини і будівельного піску. Серед ґрунтів переважають чорноземи.
Загальна площа земель державного лісового фонду становить 5132 га, це 18 лісових урочищ.